# 元箱根村
元箱根村（もとはこねむら）は、神奈川県の西部、足柄下郡に属していた村。

## 地理
- 山:箱根駒ヶ岳、神山、三国山
- 河川:早川
- 湖:芦ノ湖

## 歴史
- 1886年（明治19年）7月 - 函根離宮（後の恩賜箱根公園）が完成。

### 村発足後
- 1889年（明治22年）4月1日 - 町村制の施行により、元箱根（町や村はつかない）の区域をもって元箱根村が成立[1]。箱根駅、元箱根村および芦之湯村は、「箱根駅外二ヶ村組合」にて行政を行う[2]。
- 1911年（明治44年）7月 - 芦ノ湖遊覧船が運航開始。
- 1938年（昭和13年） - 「石造五輪塔（俗称虎御前之墓）一基「永仁三年十二月日」ノ刻銘アリ」および「石造五輪塔（俗称曾我兄弟之墓）二基」が、重要美術品等認定物件に認定される[3]。
- 1953年（昭和28年）8月29日 - 「石造五輪塔（俗称虎御前之墓）一基「永仁三年十二月日」ノ刻銘アリ」および「石造五輪塔（俗称曾我兄弟之墓）二基」の重要美術品等認定物件認定が解除され、新たに「五輪塔」として重要文化財に指定される[4]。

- 1954年（昭和29年）1月1日 - 箱根町外二ヶ村組合の箱根町、元箱根村および芦之湯村が合併して、新たに箱根町となる。

## 交通

### 道路
- 一級国道1号 - 現在の国道1号
- 県道仙石原元箱根線 - 現在の神奈川県道75号湯河原箱根仙石原線
- 旧東海道 - 現在の神奈川県道732号湯本元箱根線

## 名所・旧跡・観光スポット・祭事・催事
- 箱根神社
- 恩賜箱根公園
- 芦ノ湖温泉
- 芦ノ湖遊覧船
- 箱根観光船
- 進士ヶ城